# Francesco Pernigo
Francisco Pernigo (né à Vérone le 10 juin 1918, où il est mort le 15 décembre 1985) était un footballeur professionnel italien qui évoluait à un poste d'attaquant, dont la carrière, perturbée par la Seconde Guerre mondiale, commença à la fin des années 1930 et s'acheva au début des années 1950.

## Biographie
En tant qu'attaquant, Francesco Pernigo fut international italien à deux reprises (1948) pour 5 buts.
Ses deux sélections furent durant les Jeux olympiques de 1948. Il joua deux matchs dans le tournoi (États-Unis et Danemark). Il inscrivit pour sa première sélection 4 buts (2e, 57e, 88e et 90e) et inscrivit un but contre le Danemark (but à la 81e minute). L'Italie fut éliminée en quarts de finale. 
En tant que joueur, il joua dans différents clubs (Audace San Michele (it), Venezia Calcio, Modena FC, Pro Patria Calcio et Hellas Vérone), ne remportant qu'une coupe d'Italie en 1941.

## Clubs
- 1937-1938 : Audace San Michele (it)
- 1938-1947 : Venezia Calcio
- 1947-1949 : Modena FC
- 1949-1950 : Pro Patria Calcio
- 1950-1951 : Hellas Vérone

## Palmarès
- Coupe d'Italie de football
  - Vainqueur en 1941
- Championnat d'Italie de football Serie B
  - Vice-champion en 1939